# Григоров, Михаил Михайлович
Михаил Михайлович Григоров (1879—1928) — русский военный  деятель, полковник  (1915). Герой Первой мировой войны.

## Биография
В 1897 году после домашнего образования вступил в службу. В 1899 году после окончания Пажеского Его Величества корпуса произведён корнеты и выпущен в Конно-гренадерский лейб-гвардии полк.  В 1903 году произведён в поручики гвардии. С 1904 года участник Русско-японской войны, есаул Аргунского 2-го конного полка. За храбрость в этой компании был награждён орденами Святой Анны 4, 3 и 2 степени с мечами и орденами Святого Станислава 3 и 2 степени с мечами.
С 1907 года после окончания Николаевской академии Генерального штаба по I разряду и в 1908 году Офицерской кавалерийской школы, капитан Генерального штаба, начальник строевого отделения штаба Карсской крепости. С 1911 года  подполковник, старший адъютант штаба 15-й кавалерийской дивизии. 

 
С 1913 года штаб-офицер для поручений при штабе 11-го армейского корпуса. С 1914 года участник Первой мировой войны. В 1915 году произведён в полковники, и.д. начальника штаба 21-й пехотной дивизии и 8-й кавалерийской дивизии. 9 марта 1915 года награждён Георгиевским оружием: 
За то, что в бою 29 августа 1914 года у города Рава-Русска, с явной опасностью для жизни передал чрезвычайно важное распоряжение, имевшее значение не только для корпуса, но и для армии. При личном мужестве, отлично исполняя возложенные на него поручения, способствовал успешному завершению маневра на поле сражения, решившего участь 5 дневного упорного боя 3-й армии под Рава-Русска
С 1916 года и.д. начальника штаба 3-й Кавказской стрелковой дивизии. 5 февраля 1916 года  за храбрость был награждён Орденом Святого Георгия 4-й степени. С 1917 года начальник штаба 7-го кавалерийского корпуса и командир Нарвского 13-го гусарского полка.
С 1918 года в армии Украинской державы, штаб-офицер для поручений при начальнике Генерального штаба. С 1919 года начальник отдела Генерального штаба и генерал-квартирмейстер Русской Западной добровольческой армии. С конца 1919 года в эмиграции в Югославии.

## Награды
- Орден Святой Анны 4-й степени с надписью «За храбрость» (1904)
- Орден Святого Станислава 3-й степени с мечами и бантом (1904)
- Орден Святой Анны 3-й степени с мечами и бантом (1904)
- Орден Святого Станислава 2-й степени с мечами (1905)
- Орден Святой Анны 2-й степени с мечами (1905)
- Медаль «В память русско-японской войны» (1906)
- Медаль «В память 300-летия царствования Дома Романовых» (1913)
- Орден Святого Владимира 4-й степени (06.12.1913; ВП 08.04.1914)
- Мечи и бант к имеющемуся ордену Святого Владимира 4-й степени (ВП 08.02.1915)
- Георгиевское оружие (ВП 09.03.1915)
- Орден Святого Владимира 3-й степени с мечами (ВП 06.11.1915)
- Высочайшее благоволение (ВП 06.11.1915), — за отличия в делах против неприятеля
- Орден Святого Георгия 4-й степени (ВП 05.02.1916)